# Trem Winton

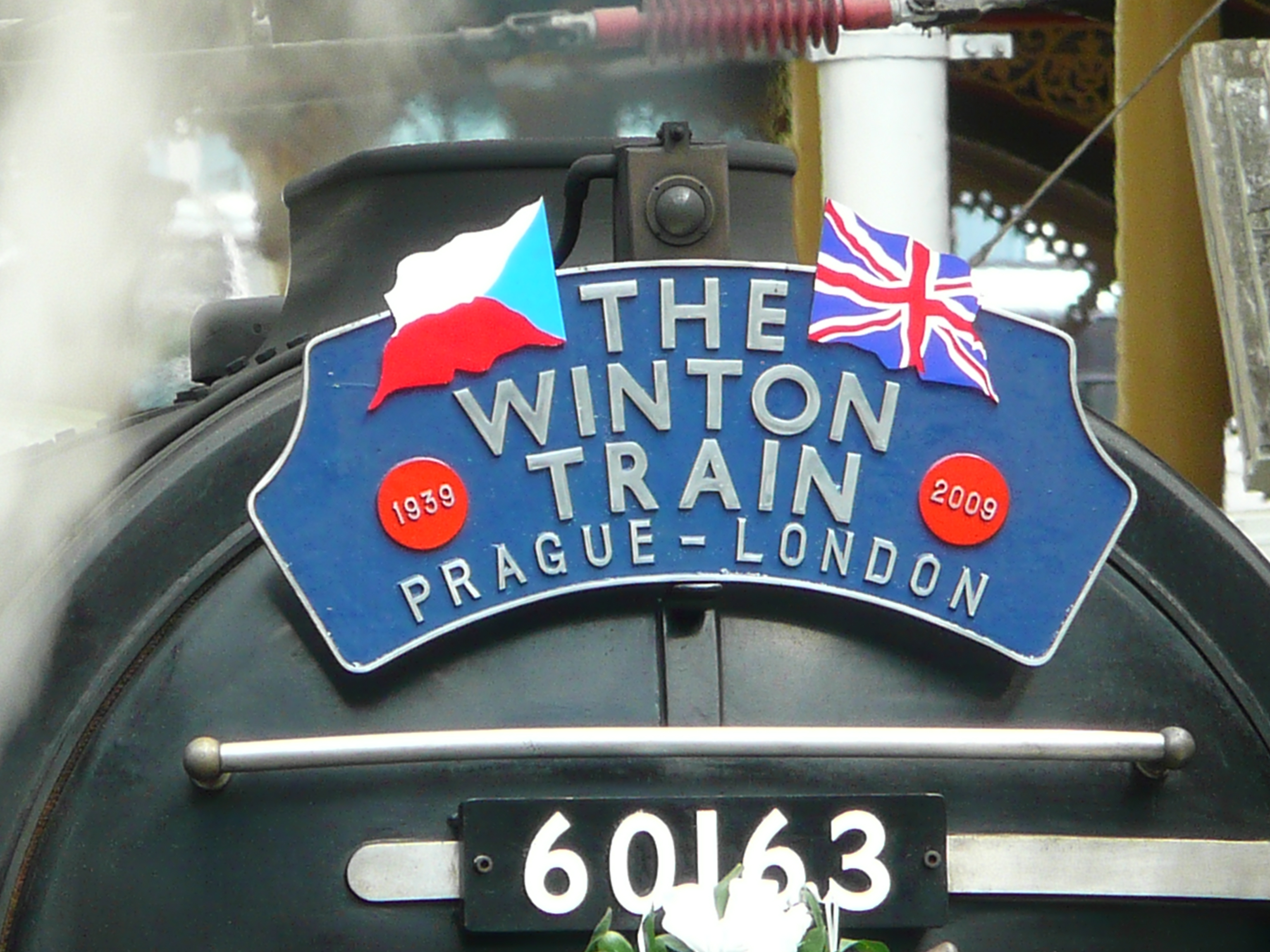
A cabeceira usada pelo No. 60163 Tornado de Harwich para a estação Liverpool Street, a etapa final do trem Winton de Praga

O Trem Winton era um trem particular de passageiros que viajou da República Tcheca para a Grã-Bretanha em setembro de 2009 em homenagem aos esforços de guerra de Sir Nicholas Winton, descrito como o "Schindler Britânico" por sua participação no salvamento de crianças refugiadas da Tchecoslováquia.
Como resultado dos esforços de Sir Nicholas nos meses que antecederam a eclosão da Segunda Guerra Mundial em 1939, um total de sete locomotivas transportaram 669 crianças checoslovacas, principalmente de ascendência judaica, de Praga para a segurança na Grã-Bretanha.
Os esforços de Sir Nicholas no Kindertransport permaneceram em grande parte desconhecidos até 1988, quando chamaram a atenção do público depois que sua esposa encontrou um álbum de recortes no sótão documentando os detalhes. Somente então os indivíduos que Winton providenciou para serem transportados para um local seguro quando crianças aprenderam a história de como sobreviveram ao Holocausto. Como a maioria dos "crianças de Winton" (como ficaram conhecidos) eram judeus, acredita-se que isso os salvou da morte certa se tivessem permanecido na Tchecoslováquia. Em 2009, os descendentes diretos das Crianças de Winton somavam mais de 5 mil pessoas.
O trem-tributo Winton de 2009 transportou algumas das pessoas que Sir Nicholas providenciou para serem transportadas em segurança em 1939, junto com suas famílias, enquanto refazia a rota original de transporte infantil seguida pelos trens nos quais elas viajavam quando crianças para a segurança na Grã-Bretanha 70 anos antes. O trem Winton partiu em 1º de setembro de 2009, no 70º aniversário do oitavo, e último previsto, trem organizado por Winton para transportar crianças em segurança, mas foi impedido de fazê-lo devido à eclosão da Segunda Guerra Mundial naquele mesmo dia. Partiu da estação ferroviária principal de Praga e viajou pela Alemanha e Países Baixos. Após uma transferência de balsa para Harwich, a viagem continuou de trem para chegar à estação Liverpool Street, em Londres, em 4 de setembro, onde foi recebida pelo próprio Sir Nicholas, de 100 anos. Para a viagem pela Europa continental, o trem era formado por vagões de época e era puxado por locomotivas a vapor historicamente autênticas, enquanto o trecho britânico era puxado pela 60163 Tornado, uma locomotiva a vapor britânica nova, concluída em 2008, junto com vagões construídos na década de 1950.

## Contexto

### Trens originais de Winton

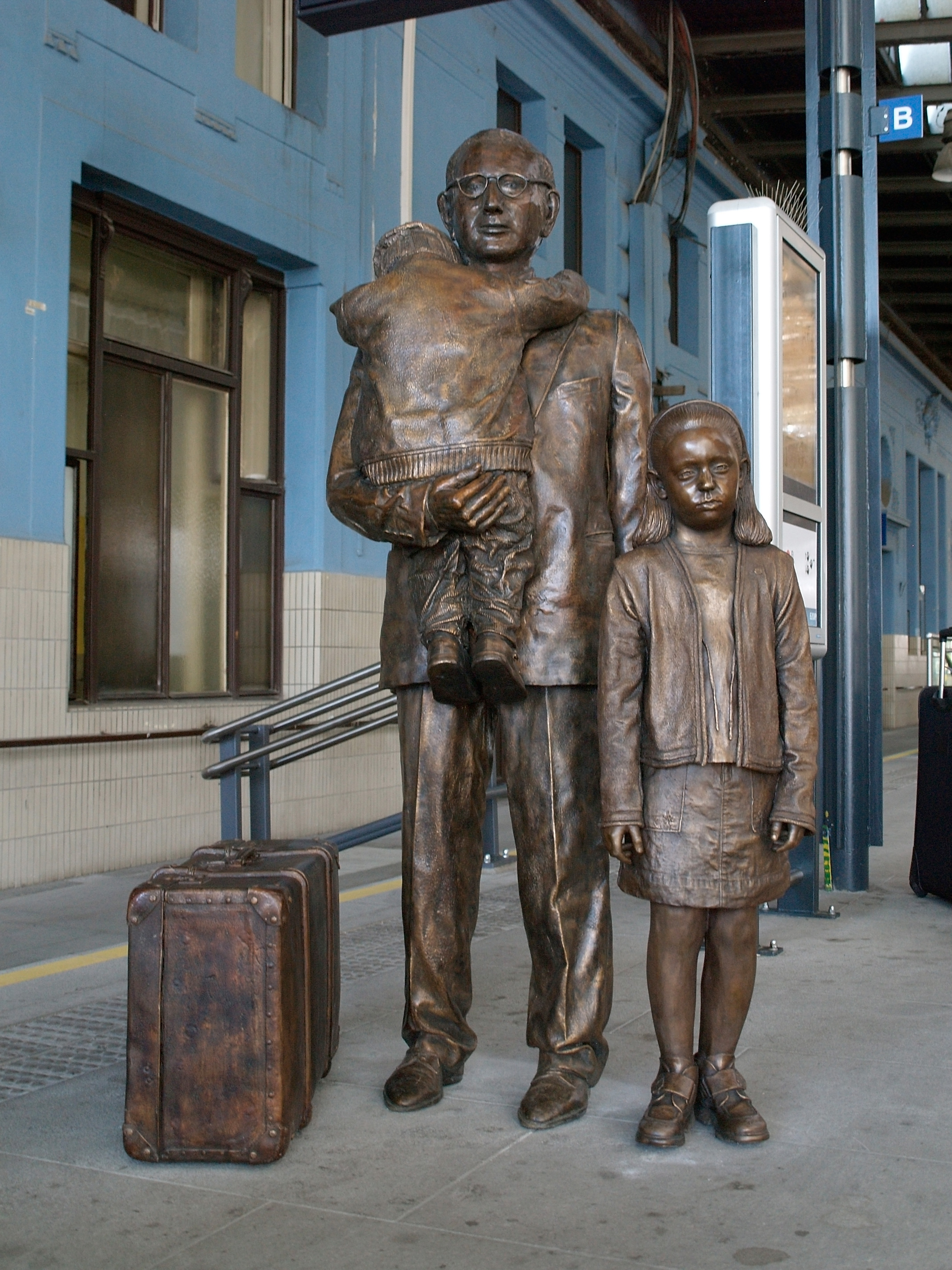
Uma estátua de Sir Nicholas Winton feita por Flor Kent, inaugurada na estação ferroviária principal de Praga em 1º de setembro de 2009, dia da partida do trem de homenagem a Winton. A menina é inspirada na neta de uma menina salva por um dos trens originais de Winton em 1939.

Entre Março e Setembro de 1939, os meses que antecederam a eclosão da Segunda Guerra Mundial, Nicholas Winton, um corretor da bolsa britânico de 29 anos, cujos pais eram de ascendência judaica alemã, organizou oito comboios para transportar principalmente crianças judias refugiadas checas e eslovacas da Checoslováquia para casas na Grã-Bretanha.
Em 1939, Winton cancelou uma viagem a um resort de férias na Suíça para ir a Praga, depois de ouvir de um amigo sobre uma crescente crise de refugiados resultante da ocupação alemã da Tchecoslováquia. O seu amigo trabalhava na embaixada britânica para o Comitê Britânico para os Refugiados da Checoslováquia, que já trabalhava para ajudar adultos a escapar da Checoslováquia. Quando Winton soube que as crianças refugiadas não podiam sair sem serem acompanhadas, decidiu organizar a sua evacuação para a Grã-Bretanha. Embora as evacuações de Winton tenham ficado mais tarde conhecidas pelo nome coletivo de Kindertransports para crianças, que estavam a ser oficialmente organizados noutros países, não tinha sido organizado nenhum Kindertransport oficial em Praga naquela altura.
Winton organizou a transferência das crianças do Protetorado da Boêmia e Morávia para lares na Grã-Bretanha, arranjando no processo as fianças e autorizações necessárias para a sua partida e encontrando as famílias na Grã-Bretanha que iriam receber as crianças. Winton e uma equipe identificaram as crianças mais em risco entre os milhares de refugiados que foram levados para sul após a invasão nazi dos Sudetos. Para que cada criança fosse aceita, as autoridades britânicas exigiam um lar de acolhimento confirmado e uma garantia de 50 libras.
A partir de março, Winton organizou oito comboios, que no total transportaram 669 crianças, principalmente judias, da Checoslováquia ocupada pelos nazis para a Grã-Bretanha. Um nono e último trem com 250 crianças a bordo foi interrompido no último minuto, devido ao início da guerra. Apenas duas crianças deste nono trem abortado sobreviveram à guerra. De acordo com a reportagem do Channel 4 News sobre o trem Winton de 2009, "Sir Nicholas disse muitas vezes que a visão que mais o assombra são as famílias esperando na Liverpool Street pelo trem que nunca chegou".
Os trens originais partiam da estação ferroviária de Praga Wilson (hoje estação principal de Praga). Enquanto a maioria das crianças foi recebida por suas novas famílias na estação Liverpool Street, em Londres, algumas delas desembarcaram dos trens em Harwich, onde foram colocadas com famílias locais. Poucas ou nenhuma das crianças Winton viram seus pais novamente.
Os esforços de Winton não vieram à tona até 1988, quando sua esposa descobriu papéis em seu sótão, quando Winton começou a falar publicamente sobre seu trabalho, e ele passou a ser conhecido como o "Schindler Britânico", em comparação com Oskar Schindler. O próprio Sir Nicholas acreditava que isso era imerecido, porque, ao contrário de Schindler, sua vida nunca esteve em perigo.

### Projeto Inspiração pela Bondade

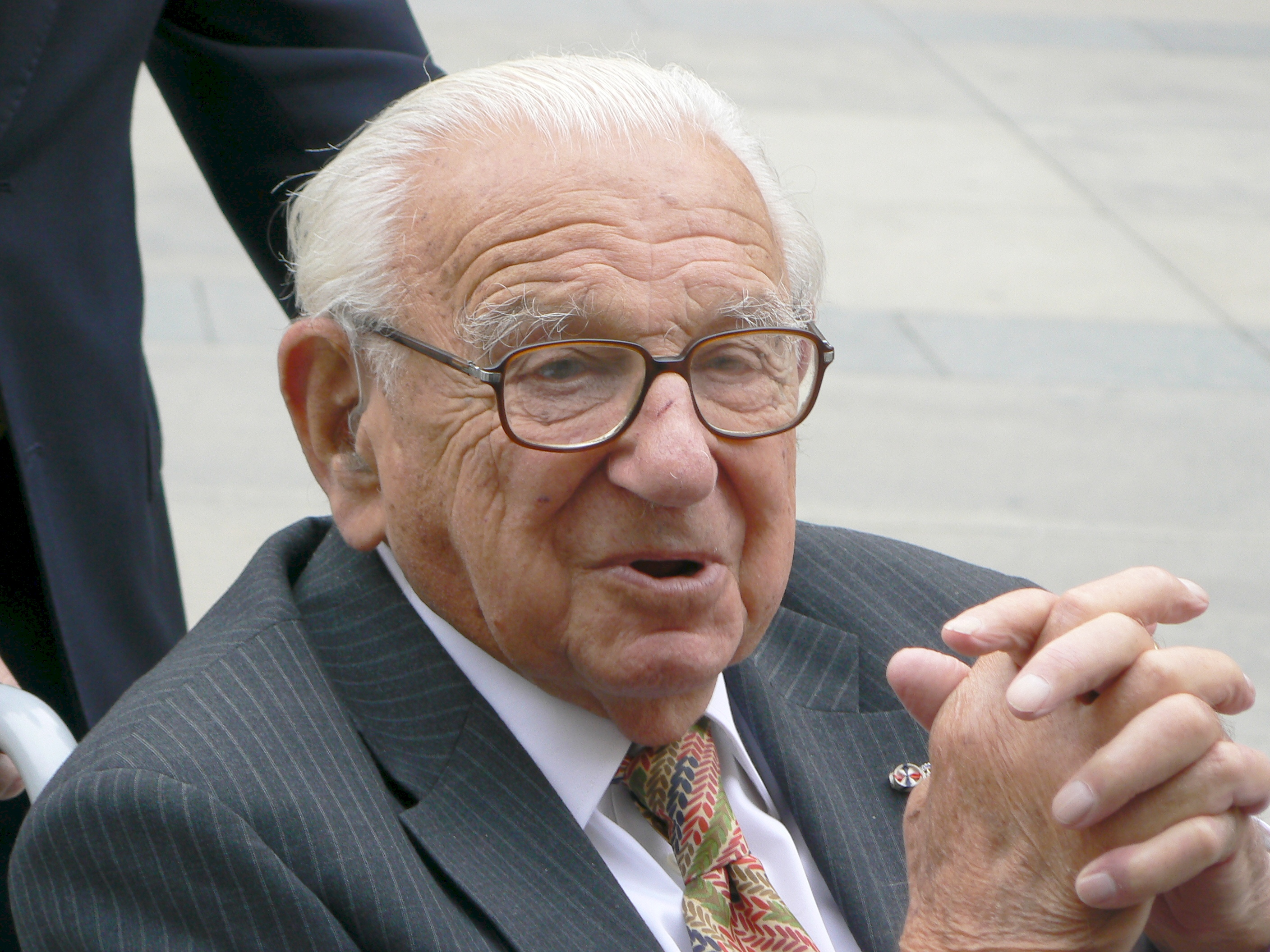
Sir Nicholas Winton em Praga, outubro de 2007

Um projeto para operar um trem em homenagem aos trens originais de Winton foi anunciado em 21 de janeiro de 2008 como o projeto Train Prague – London, e os organizadores estavam negociando para que o trem recebesse o nome de Sir Nicholas. O trem foi operado pela Czech Railways e patrocinado pelo governo checo, com o projeto sendo dedicado à presidência do Conselho da União Europeia de janeiro a junho de 2009. O trem fazia parte de um projeto mais amplo que englobava eventos sociais e culturais ao longo da rota para "inspirar os jovens por meio dos feitos de Nicholas Winton" e, com o tema "Inspiração pela Bondade", incorporava concursos de arte, cinema, fotografia e literatura por estudantes universitários e crianças em idade escolar.
O projeto deveria dar continuidade ao trabalho do documentarista Matej Mináč sobre Sir Nicholas, incluindo seu novo projeto de filme Nicky's Family. Enquanto viajava de trem, Mináč filmou cenas para uma nova versão da história de Winton. O presidente do Senado checo, Přemysl Sobotka, disse sobre o projeto que "deveria alertar contra o aumento do extremismo e do anti-semitismo na Europa e no mundo".

## Trem Winton de 2009

### Jornada

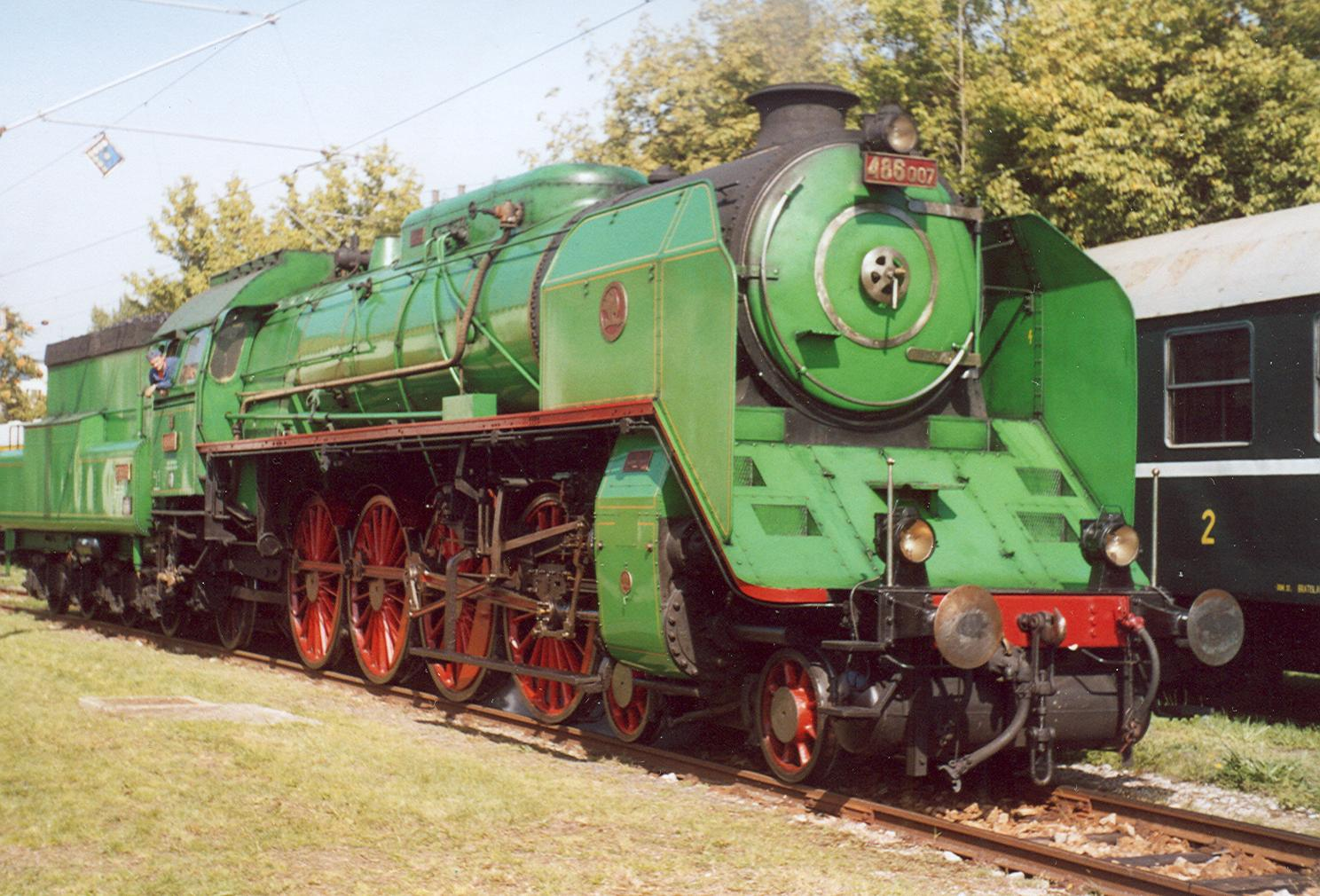
Locomotiva nº 486.007, usada na República Tcheca (frente)

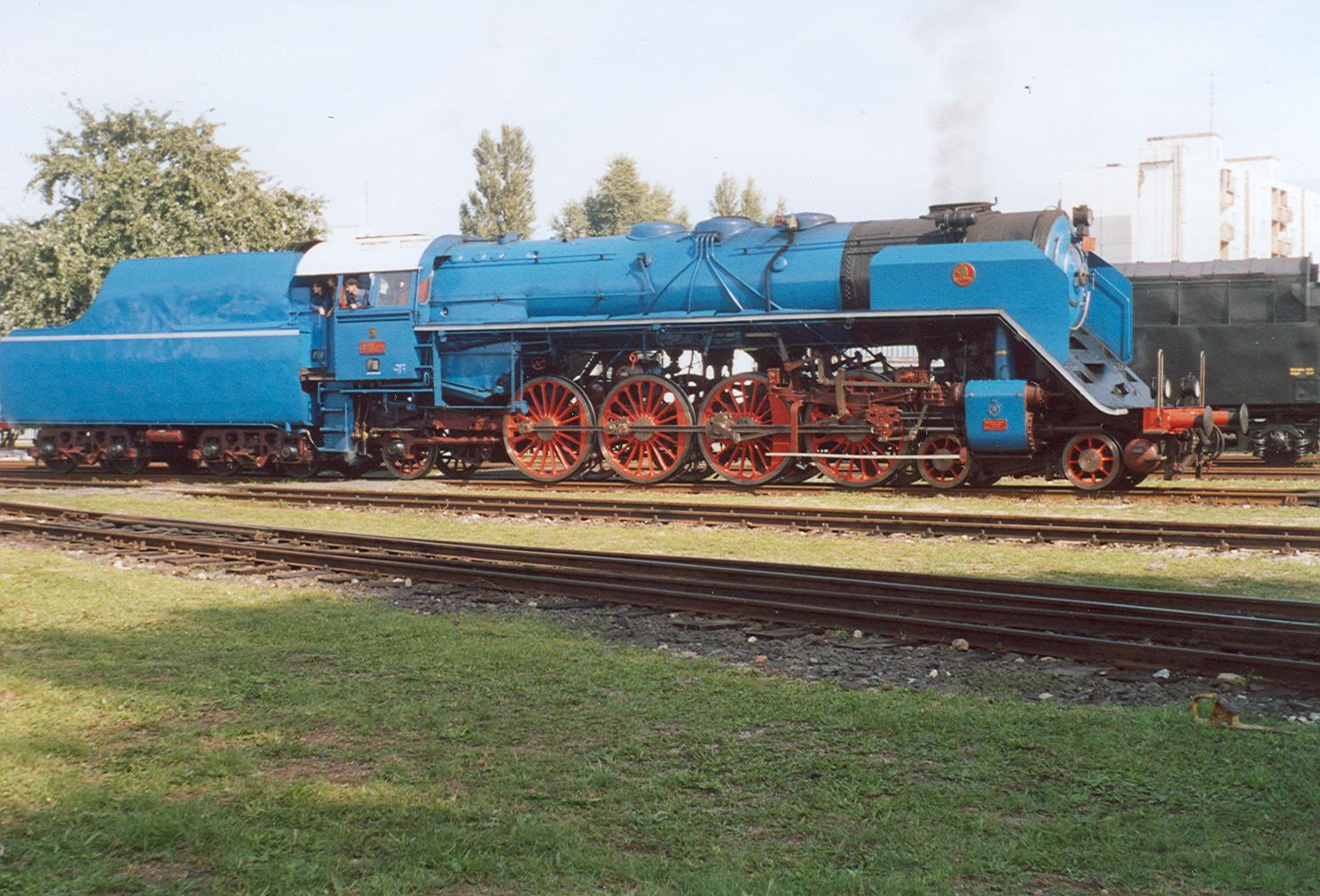
Locomotiva nº 498.022, usada na República Tcheca (traseira)

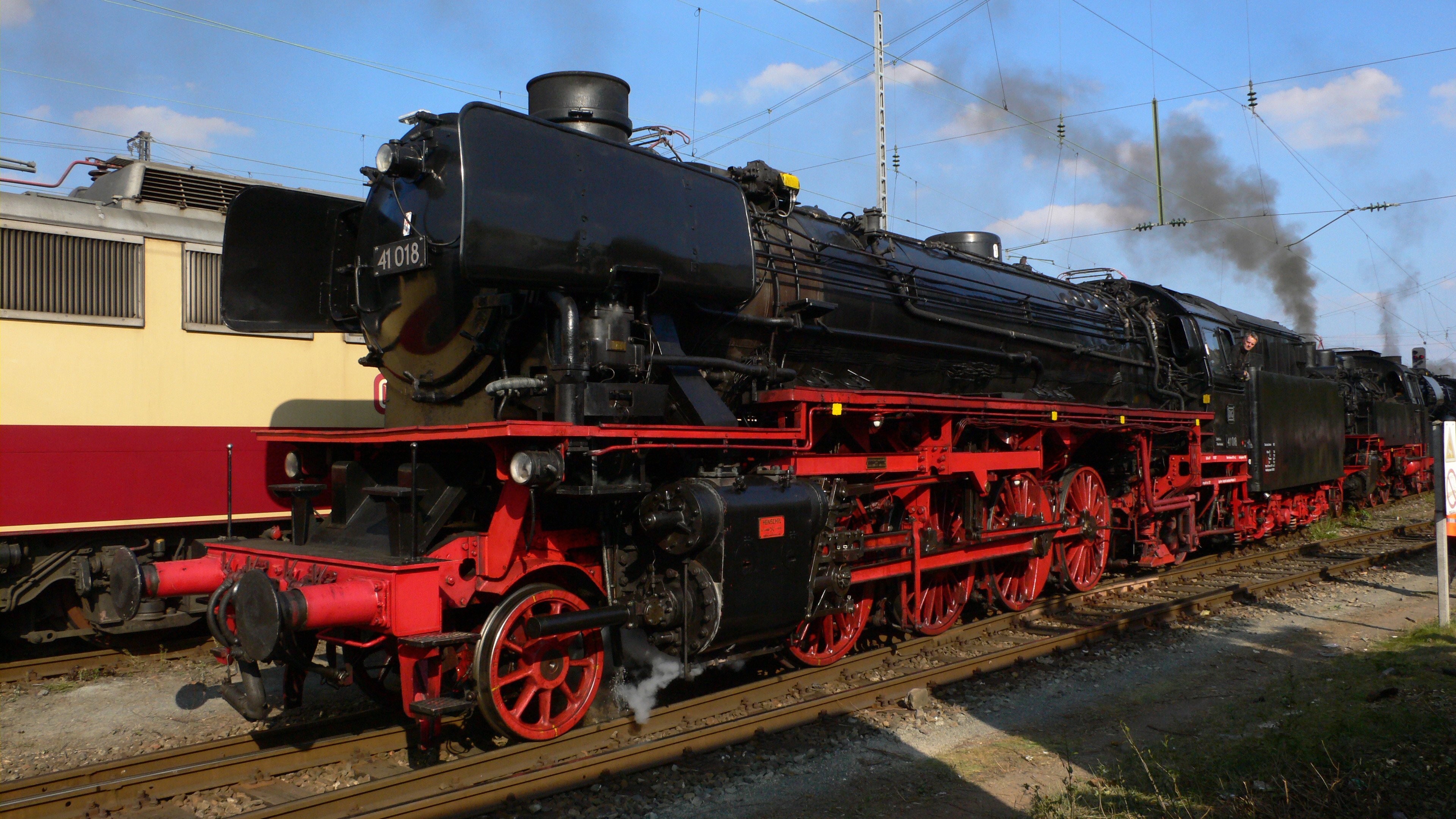
Locomotiva nº 41 018, usada na Alemanha

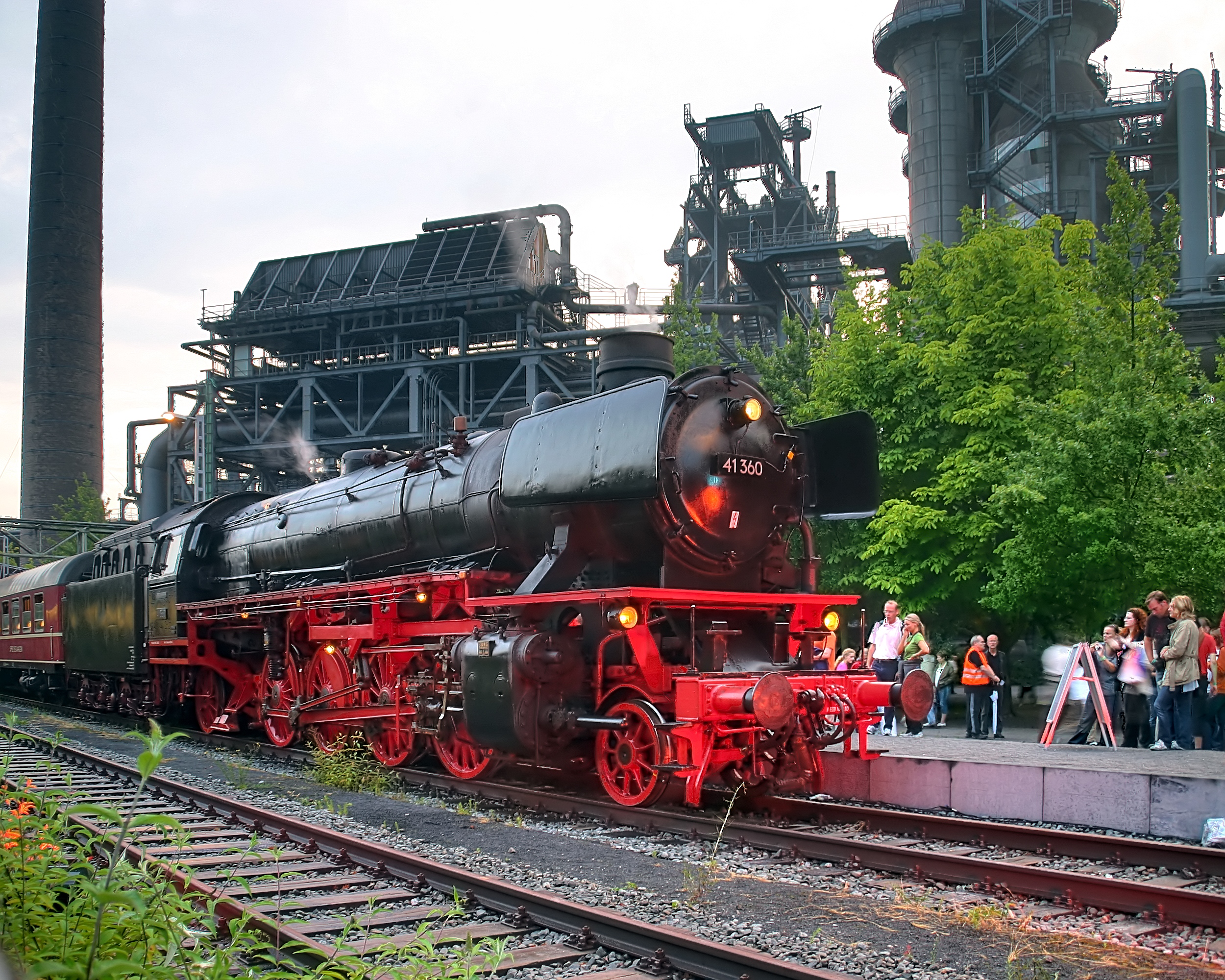
Locomotiva nº 41 360, usada na Alemanha

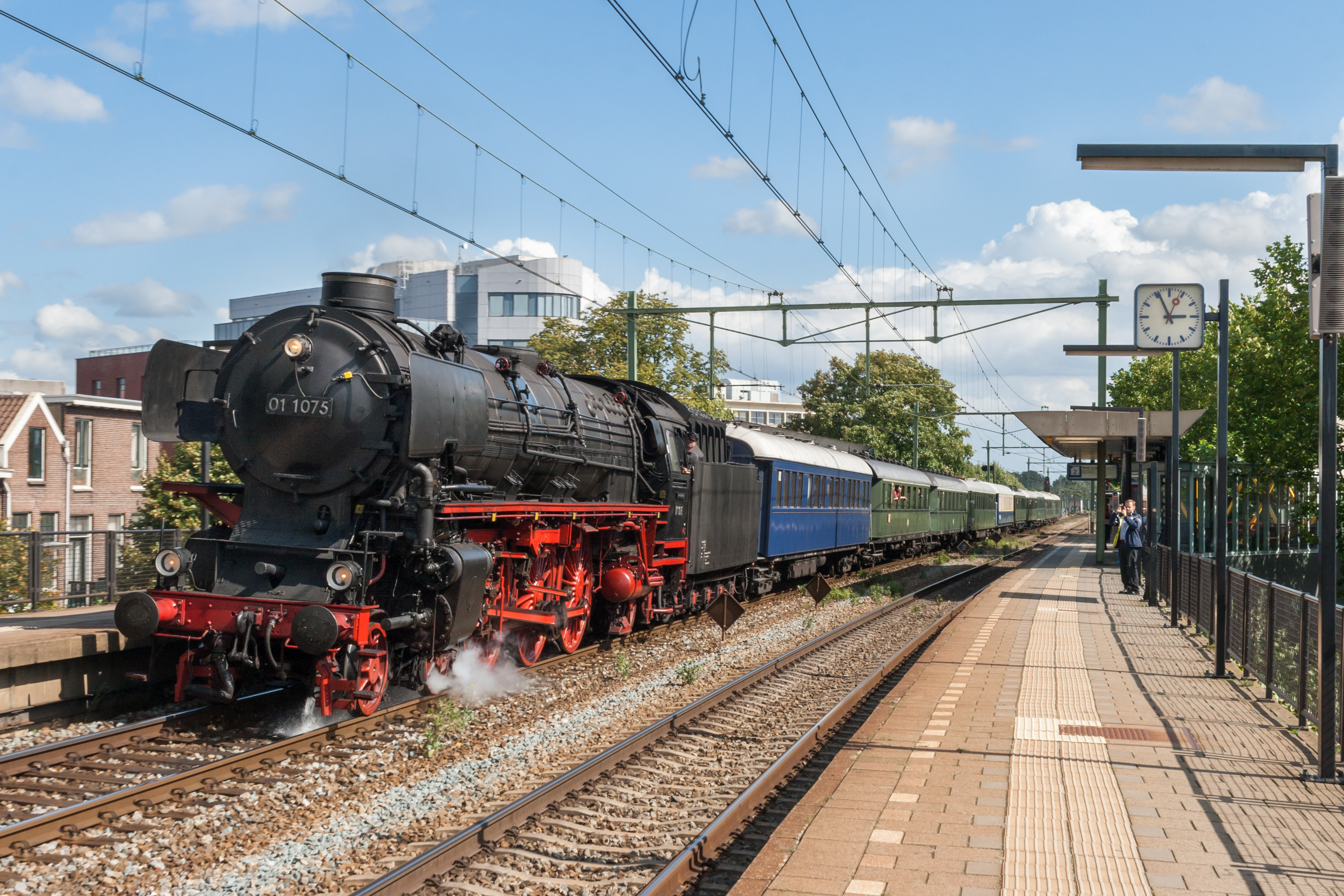
Locomotiva nº 01 1075 com o trem Winton passando pela estação ferroviária Arnhem Velperpoort na Holanda

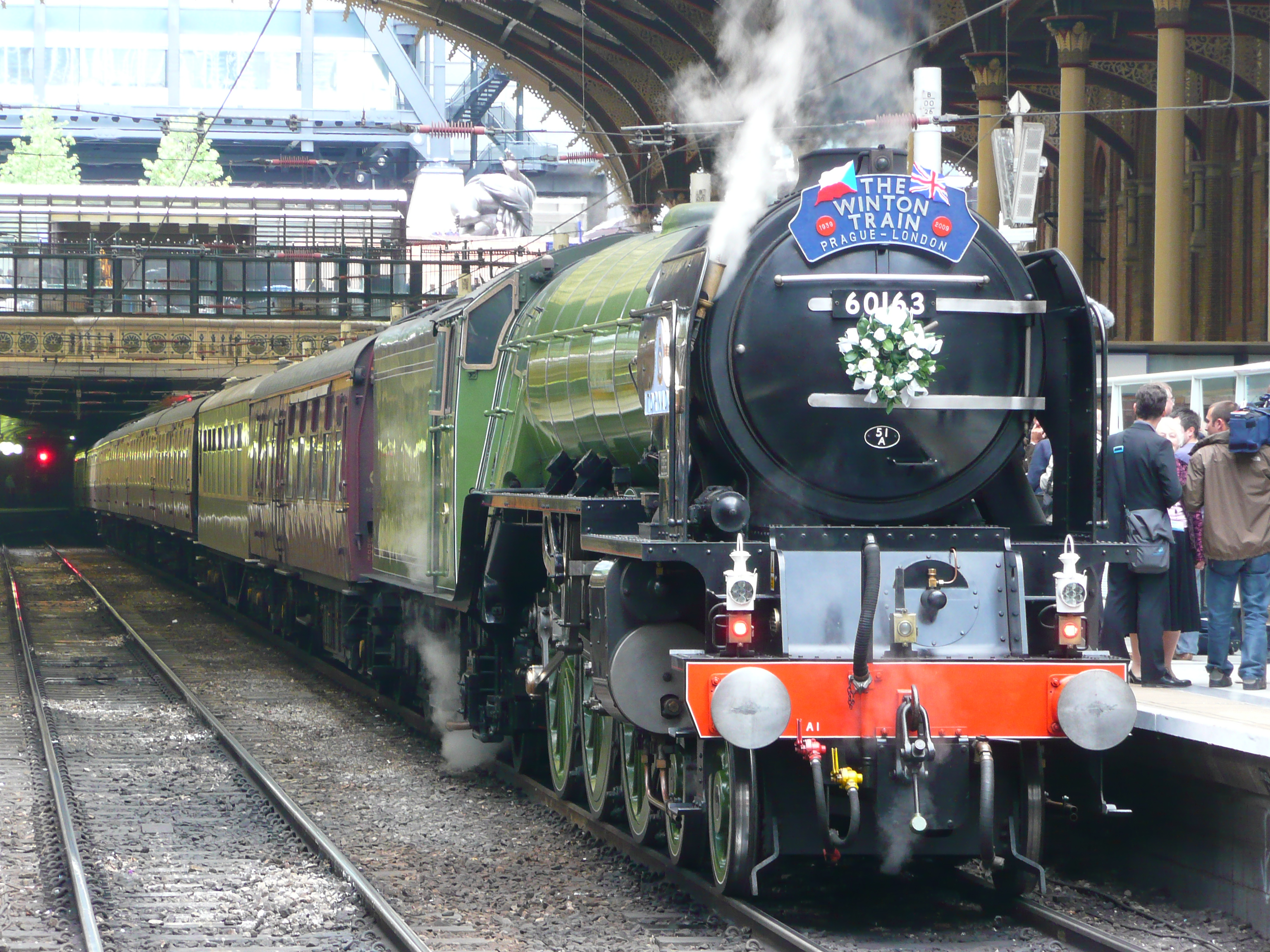
Locomotiva nº 60163 Tornado chegando com o trem Winton na estação Liverpool Street, em Londres, Inglaterra

A força motriz para a viagem de trem foi fornecida por seis locomotivas a vapor diferentes no total, duas como um trem de duas cabeças na República Checa devido ao terreno, duas na Alemanha, uma nos Países Baixos e uma na Grã-Bretanha. A viagem inteira estava programada para durar quatro dias, envolvendo um trecho de trem europeu, uma travessia de passageiros em uma balsa e um trecho de trem britânico. Foi percorrida uma distância de 1.296 quilômetros, dos quais 1.139 quilômetros foi a viagem de trem através da Europa continental.
Em 1 de setembro, o trem partiu da estação ferroviária principal de Praga. Neste primeiro dia, ele viajou para a cidade alemã de Nuremberg, cruzando a fronteira checo-alemã em Furth im Wald, na Floresta da Baviera. No dia seguinte, o trem viajaria pela Alemanha até Colônia, via Frankfurt am Main. Em vez de Frankfurt, no entanto, ele viajou via Wiesbaden e a margem direita do Rio Reno. No terceiro dia, o trem chegou à costa do Mar do Norte, no porto de balsas holandês, Hoek van Holland, cruzando a fronteira entre Países Baixos e Alemanha em Emmerich am Rhein e passando pelos Paises Baixos via Roterdã. Os passageiros desembarcaram do trem para cruzar o Mar do Norte até a Grã-Bretanha durante a noite na balsa Stena Britannica da Stena Line para Harwich, um porto no leste da Inglaterra, na fronteira do país entre Essex e Suffolk. A viagem de trem britânica constituiu o quarto dia da viagem, viajando de Harwich até o terminal londrino da estação Liverpool Street.
Neste último dia, o trem partiu da estação ferroviária internacional de Harwich às 09h12. Ele viajou por Colchester e Chelmsford, chegando à estação Liverpool Street às 10h37 na Plataforma 10. A plataforma 10 era o número da plataforma que os trens originais de Winton usavam.Sir Nicholas, agora com 100 anos, recebeu o trem na Liverpool Street como convidado de honra. Também na Liverpool Street para receber o trem estava Štefan Füle, o Ministro Tcheco para Assuntos Europeus e ex-embaixador checo na Grã-Bretanha.

### Força motriz e material circulante
Viajando pela República Checa de Praga a Furth im Wald, o trem foi conduzido em dupla fila pelas locomotivas nº 486.007 e 498.022, com a 486.007 liderando quando o trem saiu de Praga. A locomotiva a vapor nº 486.007, conhecida como Green Anton, é uma locomotiva a vapor preservada, construída em 1936 e sediada em Vrútky, Eslováquia, de propriedade da Slovak Republic Railways (ŽSR). Ela é da classe ČSD-Baureihe 486.0 e tem uma pintura verde. O vagão n.º 498.022, que é um dos trens da classe ČSD-Baureihe 498.0, tem uma pintura azul e é propriedade da Czech Railways, que o armazena em Libeň, em Praga, República Tcheca.
Viajando pela Alemanha de Furth im Wald para Emmerich am Rhein, o trem foi puxado pela locomotiva nº 41 018. A locomotiva a vapor nº 41 018 é uma locomotiva a vapor preservada, construída em 1939 e localizada no museu ferroviário Augsburg Railway Park, em Augsburg, Baviera. É uma das classes de locomotivas DRG Classe 41 e é propriedade da DG München.
Enquanto o trem viajava pelos Países Baixos de Emmerich am Rhein para Hook of Holland, ele era puxado pela Locomotiva nº 01 1075. A locomotiva a vapor nº 01 1075 é uma locomotiva a vapor preservada, construída em 1940 e localizada no museu ferroviário Stoom Stichting Nederland (SSN) em Roterdã.
Viajando pela Inglaterra, de Harwich a Londres, o trem foi puxado pela locomotiva a vapor nº 60163 Tornado, uma locomotiva a vapor britânica construída em 2008 pelo A1 Steam Locomotive Trust, cuja construção começou em 1994 e foi concluída em 2008.
O material circulante de passageiros para o trecho europeu de Praga a Hook of Holland era composto por nove vagões ferroviários históricos de origem húngara e alemã, com capacidade para 240 passageiros. O trem incluía o vagão de luxo estatal com libré azul de Tomáš Garrigue Masaryk, o primeiro presidente da Tchecoslováquia, que entrou em serviço em 7 de março de 1930, aniversário de 80 anos de Masaryk.
Para o trecho britânico, atrás do Tornado e de seu vagão de apoio bordô, o trem era guiado pelo Pegasus, um vagão-bar Pullman em creme e marrom, que incluía o Bar Trianon. Em seguida, vinham os históricos vagões de passageiros em vermelho e creme Mark 1 da British Railways, pertencentes a composição The Royal Scot da Riviera Trains. O Pegasus foi construído em 1951 para o famoso trem Golden Arrow e posteriormente adaptado para uso na linha principal.

### Passageiros
O trem Winton de 2009 transportou 170 passageiros, incluindo 22 dos que foram resgatados originalmente, que ficaram conhecidos como "crianças de Winton". Os passageiros incluíam a primeira, segunda ou mesmo terceira geração de descendentes das crianças originais resgatadas por Sir Nicholas. Os descendentes das crianças resgatadas por Sir Nicholas já eram, em 2009, 5 mil pessoas. Entre os passageiros do trem de 2009 também estava a filha de Sir Nicholas, Barbara. Outros sobreviventes que não viajaram no trem, encontraram-no na Liverpool Street.

## Projetos subsequentes
A esperança do projeto era dar continuidade ao Trem Winton de 2009 para Londres com outros Trens Winton para outras cidades europeias, e que se tornasse uma tradição. Em maio de 2011, uma exposição intitulada Winton's Trains foi inaugurada em Londres, na estação Liverpool Street.